# الشامية (قضاء)
قضاء الشامية هو أحد الأقضية التابعة لمحافظة الديوانية يقع إلى الغرب من مركز المحافظة ويبلغ عدد سكانه حوالي 300.000 نسمة حسب تقديرات عام 2014.

## التقسيمات الإدارية
ينقسم قضاء الشامية إدارياً إلى 4 وحدات إدارية (نواحي) كالآتي:
1. ناحية مركز قضاء الشامية (هي نفسها مدينة الشامية ومديرها هو قائمقام القضاء نفسه) وتبلغ مساحتها 191.6 كيلومتراً مربعاً.[2]
2. ناحية غماس: تقع إلى الجنوب من مركز القضاء على ضفاف شط الشامية الذي يسمى عند مروره في المدينة بشط غماس، تبلغ مساحتها 459 كيلومتراً مربعاً.[2]
3. ناحية الصلاحية: تقع شمال مركز القضاء على ضفاف شط الشامية وتبلغ مساحتها 91.4 كيلومتراً مربعاً.[2]
4. ناحية المهناوية: تقع شمال الصلاحية بـ3 كيلومترات تقريباً وتبلغ مساحتها 205 كيلومتراً مربعاً.[2]

## الموارد المائية

خارطة الموارد المائية في قضاء الشامية